# Línea C-3 (Cercanías Valencia)
La línea C-3 de Cercanías Valencia recorre 85 km a lo largo de la provincia de Valencia (Comunidad Valenciana, España) entre las estaciones de Valencia-Norte y Utiel. A su paso, discurre por los municipios de Valencia, Chirivella, Aldaya, Loriguilla, Cheste, Chiva, Buñol, Siete Aguas, Requena y Utiel, efectuando parada en todos ellos.
Desde el día 30 de octubre de 2024, a consecuencia de las graves inundaciones acontecidas en la provincia de Valencia, el servicio en el tramo Aldaya-Utiel se encuentra suspendido. Se ha habilitado un plan alternativo de transportes en las estaciones afectadas.
Desde el 12 de mayo de 2025, debido a las obras de remodelación de la estación de Valencia-Norte, los trenes inician/finalizan su recorrido temporalmente en Valencia-Fuente de San Luis.

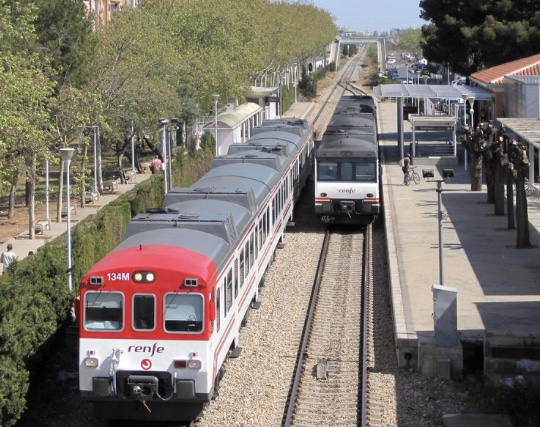
Estación de Aldaya

## Recorrido
La línea C-3 comienza su recorrido en la estación de Valencia-Norte, donde tiene correspondencia con todas las líneas de Cercanías Valencia y las líneas 3, 5, 7, 9 y 10 de Metrovalencia, así como con diversas líneas de MD y Larga Distancia. Le siguen las paradas de Valencia-Fuente de San Luis (donde se realiza una inversión de marcha), Valencia-San Isidro, Chirivella-Alquerías y Aldaya, por donde la línea cuenta con una mayor frecuencia de paso.
A continuación se llega a Loriguilla-REVA, que da servicio a los polígonos industriales de la zona y al apeadero de Circuito Ricardo Tormo, que da servicio al circuito automovilístico Ricardo Tormo de Cheste.
Las siguientes paradas son Cheste, Chiva y Buñol. A partir de aquí, la línea pasa de frecuencias de 1 h o 30 min a frecuencias de 2 h para trenes con destino u origen en Utiel.

## Frecuencias y servicios
La frecuencia de los trenes varía en función del día. De lunes a viernes la frecuencia es de 20 min en hora punta (6:30 a 8:30) en dirección Valencia, y de 40 minutos a una hora el resto del día. También de 20 minutos en los tramos (14:30 a 16:30; 18:00 a 20:00) en dirección Buñol. Y de 40 minutos a una hora en el resto de los tramos horarios (6:30 a 13:30; 20:30 a 22:30) hacia Buñol intercalándose hasta 7 servicios con destino en Aldaya que reducen así la frecuencia. Los trenes con destino a Utiel tienen cadencias de paso de dos a tres horas todo el día. Los fines de semana las frecuencias son de 1 hora (destino Buñol).

### Servicios CIVIS
Los trenes CIVIS son trenes semidirectos que operan en líneas de cercanías. En la C-3 solían circular hacia Utiel en hora punta por la tarde en días laborables. Entraron en funcionamiento en el año 2000, con un servicio diario desde Utiel y otro desde Valencia-Norte. En la actualidad ya no existe este tipo de trenes, parando todos los trenes de cercanías en todas las estaciones.

## Historia
El origen de la línea se remonta al día 31 de julio de 1883, fecha en la que, en plena feria de julio, partía desde la Estación del Norte de Valencia el primer tren con destino a Buñol. Este era el primer convoy que circulaba por la línea férrea que habían financiado la banca regional y un grupo de empresarios para conectar por tren los municipios de esta comarca del interior con la capital.
Buñol y otras localidades como Chiva o Cheste se incorporaban a la red férrea valenciana mientras cientos de obreros seguían perforando la Sierra de Malacara con decenas de túneles para extender el tendido férreo por Requena, Utiel y Camporrobles hasta que en 1885 se puso en funcionamiento el ferrocarril Madrid-Cuenca-Valencia completo.
Tras la Riada de 1957 la construcción del Plan Sur obligó a desviar la línea de su traza original, que partía directamente hacia el oeste desde la playa de vías de la Estación del Norte a la altura de la avenida Maestro Sosa, y le obligó a continuar hacia el sur junto con la línea Valencia-Liria para girar hacia el oeste en paralelo al nuevo cauce y atravesarlo conjuntamente por un puente hasta alcanzar la traza original. Fruto de esta modificación fue incorporada en 1969 la Estación de Vara de Quart a la línea. 
No fue hasta 1992 cuando la línea pasó a formar parte de la red de Cercanías Valencia, con la denominación actual C-3, aunque hasta 1996 los servicios eran prestados por Regionales cedidos a Cercanías. En principio, contaba con las estaciones de Valencia-Norte, Vara de Quart, Aldaya, Loriguilla-llano (ahora Loriguilla-REVA), Cheste, Chiva, Buñol, Venta Mina, Siete Aguas, El Rebollar, Requena, San Antonio de Requena y Utiel.
A mediados de los 90 se construyó la nueva Estación de Buñol liberando la playa de vías de la antigua permitiendo estacionar así los trenes y permitiendo el aumento de frecuencias en la línea. A finales de la década  se construyó el apeadero de Chirivella-Alquerías al sur de la localidad de Chirivella.
En 2008, con motivo de las obras del acceso de la línea de alta velocidad Madrid-Comunidad Valenciana a Valencia, entró en servicio la estación de Valencia-San Isidro en sustitución de la de Vara de Quart, y en abril fue suprimida la parada de Valencia-Norte, debido a la interrupción de la circulación ferroviaria.
En diciembre de 2010, terminaron las obras de acceso del AVE y muchos viajeros esperaban que se restituyera el inicio y fin de la línea en la Estación del Norte, pero no fue así. En mayo de 2013 se licitaron las obras de conexión con la Estación de Valencia-Fuente San Luis que permitió en septiembre de 2015 la vuelta a la Estación del Norte.
Desde el día 4 de julio de 2016, se recuperó el servicio hasta la Estación del Norte, no así la conexión directa original de la línea, teniendo, a partir de esa fecha, que realizar una inversión de marcha en la estación de Valencia-Fuente de San Luis. El servicio ferroviario para las poblaciones afectadas se vio empobrecido con todo este procedimiento, reduciendo el número de trenes y elevando los tiempos de viaje, por ejemplo, desde Aldaya a Valencia Norte de 12 minutos a 30 minutos.

### Gota fría de 2024
Las inundaciones de la DANA de 2024 tuvieron una grave afección sobre la línea, suspendiéndose la circulación por la misma el día 30 de octubre. La fuerza del agua destrozó 90 km de infraestructura, «con 45 km de línea en situación de zona 0», de manera que no se esperaba restablecer la circulación en «muchos meses» según el Ministerio de Transportes.
El 12 de diciembre de 2024, reabrió el tramo entre las estaciones de Valencia-Norte y Aldaya.
El resto de la línea continúa siendo rehabilitada, y se prevé recuperar la línea hasta Buñol a finales del año 2025. La reapertura total hasta Utiel está planificada para finales de 2026.

## Ampliaciones
Está prevista la duplicación de las vías entre Valencia-San Isidro y Buñol en una primera fase, y posteriormente su electrificación, para así aumentar las frecuencias de la línea, algo imposible a día de hoy debido a los numerosos servicios que prestan los Cercanías en vía única.
También se prevé la construcción de un túnel pasante a través de la ciudad de Valencia que permita a las líneas de cercanías acceder al norte de la ciudad con nuevas paradas como Aragón o Tarongers-Universidades.
En cuanto a los municipios de l’Horta por los cuales discurre la línea, está prevista la construcción de una nueva estación en el municipio de Chirivella para suplir a la C4 así como la posible creación de una nueva estación cercana al municipio de Alacuás.